# Nicole Barnhart
Nicole Renee Barnhart (* 10. Oktober 1981 in Pottstown, Pennsylvania) ist eine US-amerikanische Fußballtorhüterin. Sie spielte zuletzt für Washington Spirit und von 2004 bis 2013 für die US-amerikanische Nationalmannschaft.

## Leben und Karriere
Barnhart wuchs in Gilbertsville, Pennsylvania auf und spielte für das Collegeteam der Stanford University, die Stanford Cardinal. Sie wurde als „All-Pacific-Ten-Conference-Spieler“ der Jahre 2002, 2003 und 2004 ausgezeichnet und hält den Stanford Frauen-Rekord für die niedrigste Gegentorrate (0,41). Von 2009 bis 2010 spielte sie für den FC Gold Pride in der WPS. Der Verein dominierte die Liga und gewann das anschließende Playoff-Finale um die Meisterschaft mit 4:0 gegen Philadelphia Independence. Aufgrund von Finanzproblemen wurde der Verein aber im November 2010 aufgelöst und Banhart wechselte zum Playoff-Gegner.
Zu ihrem ersten Länderspiel kam sie am 16. Oktober 2004, weil die eigentliche Stammtorhüterin Briana Scurry eine andere Verpflichtung hatte. Da Barnhart am Tag zuvor noch für die Cardinals gespielt hatte und am nächsten Tag erneut in der Bay Area für sie spielen sollte, saß sie in Kansas City nur für Notfälle auf der Bank. Als sich in der 81. Minute des Spiels gegen Mexiko die Stürmerin Angela Hucles verletzte, die das 1:0 erzielt hatte, musste Barnhart in der 86. Minute als Stürmerin eingewechselt werden, da zuvor bereits alle Feldspielerinnen, die als Ersatz zur Verfügung standen, eingewechselt worden waren.
An der Weltmeisterschaft 2007 in China und den Olympischen Spielen in Peking, bei denen die USA zum dritten Mal die Goldmedaille gewannen, nahm sie nur als dritte Torhüterin teil und kam nicht zum Einsatz. Sie hatte aber maßgeblichen Anteil an der Qualifikation für die Olympischen Spiele, als sie im Qualifikationsspiel gegen Kanada, das im Elfmeterschießen entschieden wurde, einen Elfmeter halten konnte.
Ihr erstes Turnier als Stammtorhüterin – aufgrund einer Schulteroperation von Hope Solo – war der CONCACAF Women’s Gold Cup 2010, wo die US-Mannschaft überraschend nur Dritter wurde. Auch bei den beiden dadurch notwendigen Playoff-Spielen gegen Italien stand sie im Tor.
2011 kam sie in den ersten acht von zehn Spielen zum Einsatz, u. a. bei allen Spielen des Algarve Cups, den die Amerikanerinnen im März zum achten Mal gewannen. Barnhart gehörte zum Kader der USA für die Weltmeisterschaft 2011 in Deutschland. Da Solo in den beiden letzten Testspielen vor der WM wieder im Tor stand, war zunächst offen, wer bei der WM das Tor hüten würde. Barnhart kam aber ebenso wie die dritte Torhüterin nicht zum Einsatz, da Solo bei allen WM-Spielen im Tor stand. Auch bei den Olympischen Spielen 2012 war sie nur Ersatztorhüterin.
Seit der Saison 2013 spielt sie in der neugegründeten National Women’s Soccer League, der höchsten amerikanischen Profiliga im Frauenfußball, zunächst fünf Spielzeiten für den FC Kansas City und seit 2018 für den Utah Royals FC. Mit Kansas gewann sie 2014 und 2015 die Meisterschaft. In beiden Finalspielen stand ihre Nationalmannschaftskonkurrentin Hope Solo im gegnerischen Tor.
Bis Ende Juli 2021 stand sie bei Kansas City NWSL unter Vertrag. Im Januar 2022 erhielt sie einen Einjahresvertrag bei Washington Spirit. Sie kam aber erst im Frühsommer 2023 zu drei Einsätzen. Durch ihren Einsatz am 11. Juni 2023 wurde sie mit 41 Jahren und 243 Tagen zur zweitältesten Spielerin in der NWSL.

## Erfolge
- WPS-Meisterin 2010
- WPS-Vizemeisterin 2011
- Vizeweltmeisterin 2011 (ohne Einsatz)
- Goldmedaillen bei den Olympischen Spielen 2008 und 2012 (jeweils ohne Einsatz)
- NWSL-Meisterin 2014, 2015